# Base de operaciones avanzada

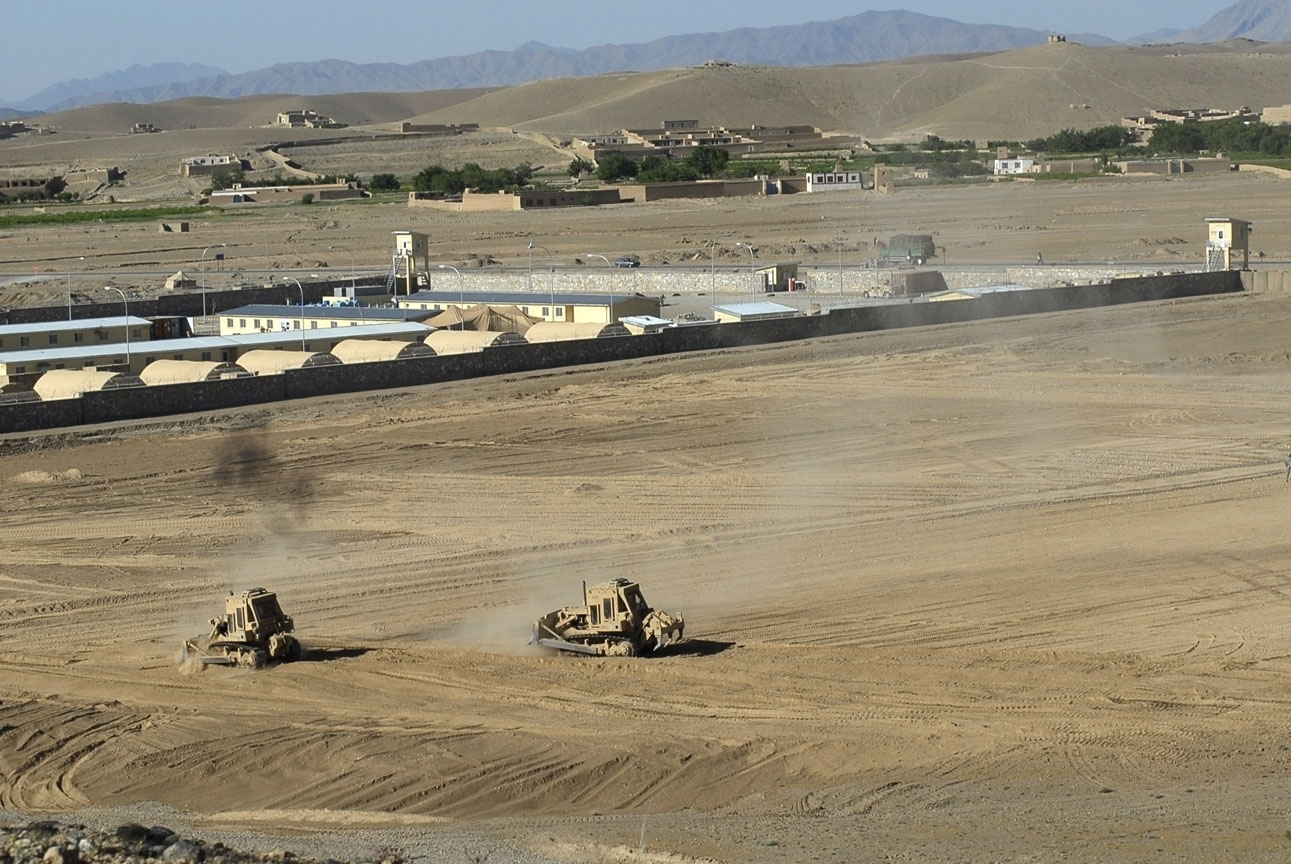
Base operaciones en Afganistán

Una base de operaciones avanzada (por sus siglas en inglés FOB, de forward operating base) es cualquier posición militar adelantada, usada como apoyo de operaciones tácticas. Estas bases pueden tener o no pista de aterrizaje, hospital u otras dependencias y podrían usarse durante un período de tiempo prolongado. Suelen estar apoyadas por una base principal de operaciones, necesaria para suministrarles apoyo. Una base de operaciones avanzada puede destinarse a actuar en áreas localizadas sin desplazar todas las tropas a la base principal de operaciones.
En su forma más básica, una base de avanzada consiste en una alambrada alrededor de una posición con un punto de control de entrada fortificado (o ECP por sus siglas en inglés). Otras formas más complejas incluyen trincheras, barreras de cemento, puertas, torres de vigilancia, búnkeres y otras formas de infraestructura de seguridad. Se suelen construir con bastiones Hesco (contenedores rígidos plegables que se hacen resistentes a impactos al rellenarlos con tierra tomada del lugar). Un ECP controla la entrada y salida de la base de avanzada y típicamente tiene posiciones para proteger al personal contra personal o vehículos con materiales explosivos improvisados.
En Afganistán durante 2011 hubo 137 bases británicas durante la Operación Herrick, todas cerradas para la finalización de la operación en 2014.